# Hearst Corporation

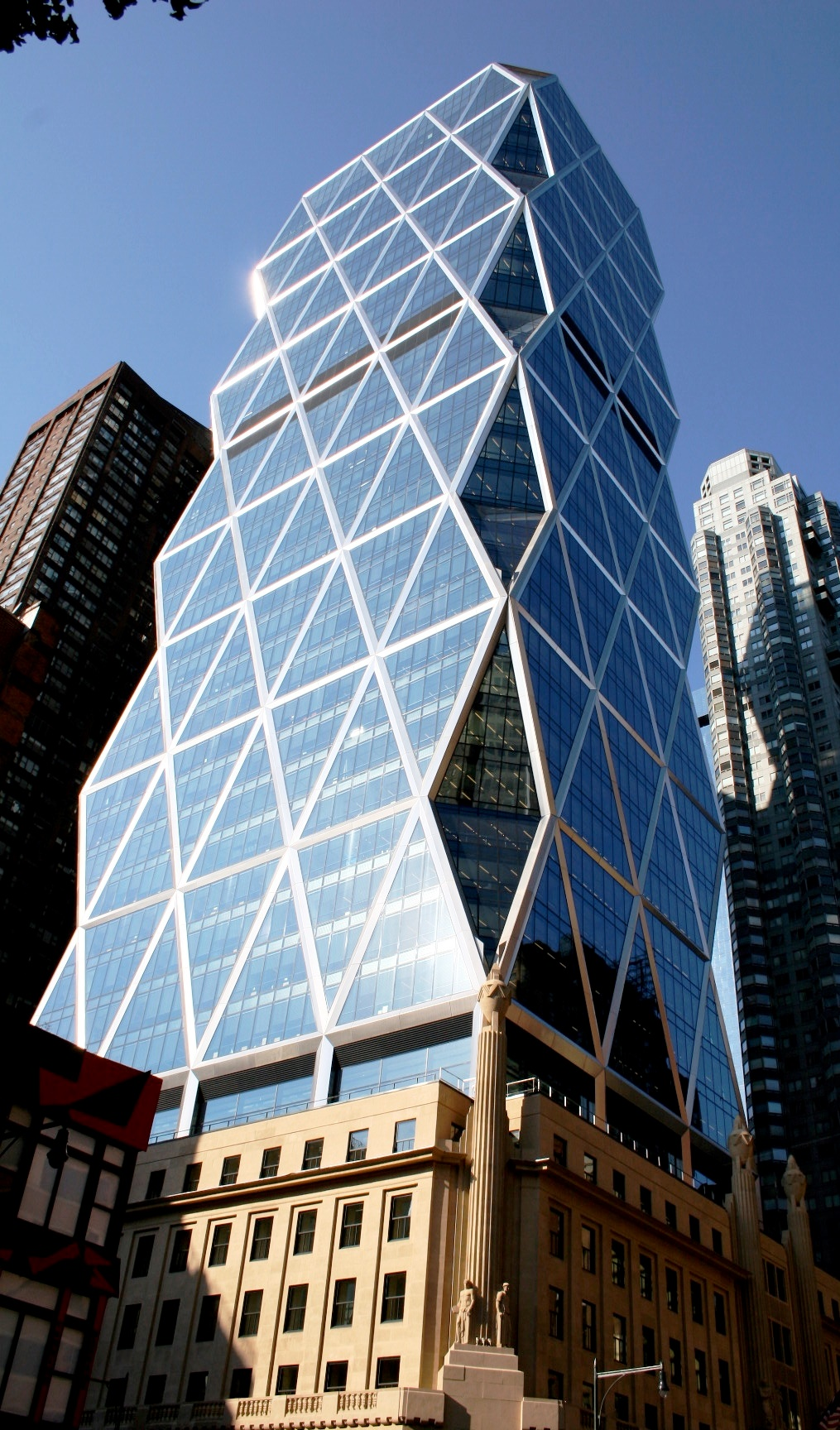
Hearst Tower im September 2006

Hearst Communications Inc. (meistens nur Hearst) ist ein im Jahr 1887 gegründetes privates US-amerikanisches Unternehmen mit Firmensitz im Hearst Tower in New York City. Hearst ist ein Medienkonzern, der von William Randolph Hearst gegründet wurde und dem Magazine, Zeitungen, Fernsehproduktionen und Fernsehsender sowie Internetdienste und Immobilien gehören und der seit 2018 zu 100 % an dem Unternehmen Fitch beteiligt ist.

## Geschichte
Am 4. März 1887 übergab George Hearst seinem Sohn William Randolph Hearst die Zeitung San Francisco Examiner. Der damals 23-jährige Hearst gab mehr als acht Millionen US-Dollar des Geldes seiner Familie aus, um durch das Erwerben von modernster Drucktechnik und der Anheuerung der besten Journalisten, die er fand, die Zeitung in eine der erfolgreichsten des Landes zu transformieren.
Im Jahr 1895, mit finanzieller Unterstützung seiner Mutter, kaufte Hearst die versagende Tageszeitung New York Journal. Die Zeitung wurde ebenfalls wie der Examiner zu einem Erfolg. Der Journal war lange Auflagerivale der Joseph-Pulitzer-Zeitung New York World. Unter anderem revolutionierte der New York Journal das Boulevardzeitungsformat.
Die Hearstzeitungen brachten Innovationen wie Comics in Farbe und Druckraster auf den Markt. Am Anfang des 20. Jahrhunderts begann Hearst bekannte Magazine wie Cosmopolitan (1903) und Good Housekeeping (1911) zu kaufen.
Hearst erweiterte seine Zeitungen in eine große Kette und gründete unter anderem den Los Angeles Examiner und den Boston American. An seinem Höhepunkt in den 1920er und 1930er Jahren gehörten zum Hearst-Imperium knapp 30 Zeitungen in 18 US-Großstädten.
Die Weltwirtschaftskrise brachte Hearst in finanzielle Schwierigkeiten. Er musste einige Zeitungen verkaufen und brachte viele seiner Morgenzeitungen in Mittagszeitungen ein.
1948 wurde Hearst Besitzer von WBAL-TV, einer der ersten Fernsehsender Amerikas.

## Unternehmensbeteiligungen
Eine Auswahl der Unternehmensbeteiligungen der Hearst Communications Inc. (Stand 2017):
Magazine
- Car and Driver
- Cosmopolitan
- Country Living
- Dr. Oz The Good Life
- Elle (USA und Großbritannien)
- Elle Decor
- Esquire
- Food Network Magazine
- Good Housekeeping
- Harper’s Bazaar
- House Beautiful
- Marie Claire
- Men’s Health
- Nat Mags
- O at Home
- O, The Oprah Magazine
- Popular Mechanics
- Quick & Simple
- Red
- Redbook
- Road & Track
- Seventeen
- Town & Country
- Town & Country TRAVEL
- Veranda

Zeitungen
- Times Union
- Beaumont Enterprise
- Houston Chronicle
- Jasper Newsboy
- King Features Syndicate
- Laredo Morning Times
- Midland Daily News
- San Francisco Chronicle
- San Antonio Express-News
- Midland Reporter-Telegram

Investments im Privat- und Kabelfernsehen
- A+E Networks (Joint-Venture mit The Walt Disney Company)
- ESPN (Anteil von 20 %; gemeinsam mit Disney, das 80 % hält)
- Hearst Television (Eigner von 29 lokal Fernsehstationen)
- Lifetime Television (Joint-Venture mit The Walt Disney Company)
- Cosmopolitan TV (Anteil von 33 %; gemeinsam mit Corus Entertainment)
- Verizon Hearst Media Partners (Joint-Venture mit Verizon Communications)

Internet (Auswahl)
- Seattle Post-Intelligencer
- RealAge
- Digital Spy